# Моррис (тауншип, Миннесота)
Моррис (англ. Morris) — тауншип в округе Стивенс, Миннесота, США. На 2000 год его население составило 574 человека.

## География
По данным Бюро переписи населения США площадь тауншипа составляет 87,6 км², из которых 86,1 км² занимает суша, а 1,5 км² — вода (1,69 %).

## Демография
По данным переписи населения 2000 года здесь находились 574 человека, 194 домохозяйства и 157 семей.  Плотность населения —  6,7 чел./км².  На территории тауншипа расположена 201 постройка со средней плотностью 2,3 построек на один квадратный километр. Расовый состав населения: 97,56 % белых, 0,52 % коренных американцев, 0,35 % азиатов и 1,57 % приходится на две или более других рас.
Из 194 домохозяйств в 44,3 % воспитывались дети до 18 лет, в 77,8 % проживали супружеские пары, в 1,5 % проживали незамужние женщины и в 18,6 % домохозяйств проживали несемейные люди. 14,9 % домохозяйств состояли из одного человека, при том 7,2 % из — одиноких пожилых людей старше 65 лет. Средний размер домохозяйства — 2,96, а семьи — 3,31 человека.
32,1 % населения — младше 18 лет, 6,4 % — в возрасте от 18 до 24 лет, 25,8 % — от 25 до 44, 24,7 % — от 45 до 64, и 11,0 % — старше 65 лет. Средний возраст — 38 лет. На каждые 100 женщин приходилось 108,7 мужчин.  На каждые 100 женщин старше 18 приходилось 101,0 мужчин.
Средний годовой доход домохозяйства составлял 49 904 доллара, а средний годовой доход семьи —  56 875 долларов. Средний доход мужчин —  34 625  долларов, в то время как у женщин — 26 364. Доход на душу населения составил 19 630 долларов. За чертой бедности находились 2,3 % семей и 3,9 % всего населения тауншипа, из которых 2,4 % младше 18 лет.